# Cascade B
Hạt Cascade B còn gọi là hạt Bottom Xi được khám phá bởi Máy gia tốc DØ và Máy gia tốc CDF vào ngày 12 tháng 6 năm 2007. Đây là lần đầu tiên biết được hạt cấu tạo từ các hạt quark ba thế hệ (d, s, b). Khối lượng của hạt đo được ở máy gia tốc DØ là 5,774±0,019 GeV/c2, ở máy gia tốc CDF là 5,7929±0,0030 GeV/c2,khối lượng của hạt được lấy bằng trung bình cộng các sô liệu trên.

## Bảng số liệu về hạt Casade B
| Tên hạt                  | Ký hiệu | Các quark được chứa | Khối lượng (MeV/c2) | I    | JP     | Q  | S  | C | B  | Thời gian sống | Phân hủy thành |
| ------------------------ | ------- | ------------------- | ------------------- | ---- | ------ | -- | -- | - | -- | -------------- | -------------- |
| Cascade B hoặc bottom Xi | Ξ-b     | dsb                 | 5792,9 ± 3,0        | 1⁄2* | 1⁄2*+* | -1 | -1 | 0 | -1 | 1,42×10−12     | -              |